# العلاقات الصومالية الغرينادية
العلاقات الصومالية الغرينادية هي العلاقات الثنائية التي تجمع بين الصومال وغرينادا.

## مقارنة بين البلدين
هذه مقارنة عامة ومرجعية للدولتين:
| وجه المقارنة                                              | الصومال                        | غرينادا                                |
| --------------------------------------------------------- | ------------------------------ | -------------------------------------- |
| المساحة (كم2)                                             | 637.66 ألف                     | 348                                    |
| عدد السكان (نسمة)                                         | 14.74 مليون                    | 107.83 ألف                             |
| الكثافة السكانية (ن./كم²)                                 | 23.12                          | 30.99 ألف                              |
| العاصمة                                                   | مقديشو                         | سانت جورجز                             |
| اللغة الرسمية                                             | اللغة الصومالية، اللغة العربية | لغة إنجليزية، إنكليزية غرنادة المولدة ‏ |
| العملة                                                    | شلن صومالي                     | دولار شرق الكاريبي                     |
| الناتج المحلي الإجمالي (بليون دولار)                      | 7.37 مليار                     | 1.12 مليار                             |
| الناتج المحلي الإجمالي (تعادل القوة الشرائية) بليون دولار |                                | 1.45 مليار                             |
| الناتج المحلي الإجمالي الاسمي للفرد دولار أمريكي          | 549                            | 9.21 ألف                               |
| الناتج المحلي الإجمالي للفرد دولار أمريكي                 |                                | 12.43 ألف                              |
| مؤشر التنمية البشرية                                      |                                | 0.750                                  |
| رمز المكالمات الدولي                                      | +252                           | +1473                                  |
| رمز الإنترنت                                              | .so                            | .gd                                    |
| المنطقة الزمنية                                           | ت ع م+03:00                    | 00                                     |

## منظمات دولية مشتركة
يشترك البلدان في عضوية مجموعة من المنظمات الدولية، منها:
| علم المنظمة | اسم المنظمة                                 | تاريخ انضمام الصومال | تاريخ انضمام غرينادا |
| ----------- | ------------------------------------------- | -------------------- | -------------------- |
|             | الاتحاد البريدي العالمي                     | ?                    | ?                    |
|             | يونسكو                                      | 15 نوفمبر 1960       | 17 فبراير 1975       |
|             | البنك الدولي للإنشاء والتعمير               | 31 أغسطس 1962        | 27 أغسطس 1975        |
|             | الاتحاد الدولي للاتصالات                    | 28 سبتمبر 1962       | 17 نوفمبر 1981       |
|             | منظمة الشرطة الجنائية الدولية               | ?                    | ?                    |
|             | مؤسسة التمويل الدولية                       | 31 أغسطس 1962        | 28 أغسطس 1975        |
|             | الأمم المتحدة                               | 20 سبتمبر 1960       | 17 سبتمبر 1974       |
|             | مجموعة دول أفريقيا والكاريبي والمحيط الهادئ | ?                    | ?                    |
|             | مؤسسة التنمية الدولية                       | 31 أغسطس 1962        | 28 أغسطس 1975        |
|             | منظمة حظر الأسلحة الكيميائية                | ?                    | ?                    |
|             | المركز الدولي لتسوية المنازعات الاستشارية   | 30 مارس 1968         | 23 يونيو 1991        |

## وصلات خارجية
- موقع وزارة الخارجية الصومالية